# Zellkinetik
Die Zellkinetik (griechisch κίνησις kinesis ‚Bewegung‘) untersucht das Wachstum und die Zusammensetzung von Zellpopulationen. Sie ist als Seitenzweig der Krebsforschung entstanden.

## Grundlagen
Vielzellige Organismen entstehen aus einer einzigen Zelle durch fortgesetzte Teilung und anschließende Differenzierung in verschiedene Zelltypen. Beim Vorgang der Zellteilung, der als Mitose bezeichnet wird, entstehen aus einer Zelle zwei neue Zellen (die Tochterzellen), die das gleiche genetische Material enthalten wie die Mutterzelle. Der Ablauf zwischen einer Mitose und der nächsten wird als Zellzyklus bezeichnet. Er besteht aus den Phasen G1, S, G2 und M (Mitose). In der Phase S (Synthese) wird die DNA der Zelle verdoppelt, und in dieser Phase ist die Zelle besonders empfindlich gegen die Wirkung von bestimmten chemischen Substanzen, zum Beispiel Vincristin. Teilungsfähige Zellen können auch den Zellzyklus verlassen und eine Zeit lang in der Ruhephase G0 verharren, bevor sie in den Zellzyklus zurückkehren.
Nach einer gewissen Zahl von Teilungen spezialisieren sich die Tochterzellen auf eine bestimmte Funktion im Organismus (Differenzierung). Dabei verlieren die meisten die Fähigkeit zur Teilung, z. B. die Nervenzellen und die Muskelzellen. Ausnahmen sind die Zellen der Haut, der Darmschleimhaut und die Stammzellen des Knochenmarks. Diese teilen sich aber nur, insoweit abgestorbene oder ausgeschiedene Zellen ersetzt werden müssen. Anders verhalten sich die Zellen eines Tumors. Deren Teilungsverhalten unterliegt nicht mehr der Kontrolle durch den Organismus, aus dem sie hervorgegangen sind.

## Begriffe
Ein Tumor, aber auch das gesunde Knochenmark, besteht aus zwei Arten von Zellen: sich teilenden (proliferierenden) Zellen und sich nicht teilenden Zellen. Der Prozentsatz der proliferierenden Zellen hei§t Wachstumsfraktion (engl. growth fraction). Im Englischen wird aber auch der Ausdruck proliferation fraction (PF) gebraucht. Wenn PF=100 % ist und keine Zellen absterben oder ausgeschieden werden, dann verdoppelt sich die Zellpopulation mit jedem Zellzyklus. In diesem (seltenen) Fall ist die Verdopplungszeit Td gleich der Zellzykluszeit Tc. Andernfalls ist sie kleiner. Die Wachstumsrate r, die bei exponentiellem Wachstum durch r = log 2 / Td gegeben ist, hängt also von drei Faktoren ab: der Zellzykluszeit, der Wachstumsfraktion und dem Zellverlustfaktor.
Um einem Missverständnis vorzubeugen, sei noch erwähnt, dass auch die Teilpopulation der nicht proliferierenden Zellen wächst, wenn r > 0 und WF konstant ist.

## Methoden
Das Studium der quantitativen Aspekte des Zellzyklus und des Wachstums von Zellpopulationen erlebte in den 1960er Jahren einen starken Aufschwung. Durch die Injektion einer geringen Dosis von radioaktivem Thymidin in Versuchstiere oder Zellkulturen in vitro war man in der Lage, Zellen in der S-Phase radioaktiv zu markieren. Nach Entnahme eines Spezimens der interessierenden Zellpopulation und Anfertigung einer Autoradiographie konnte man den Anteil der markierten Zellen, den Markierungsindex (engl. labelling index), bestimmen. Die Weiterentwicklung dieser Technik erlaubte es ab 1966, den Anteil der proliferierenden Zellen (die Wachstumsfraktion) sowie die Dauer des Zellzyklus und der einzelnen Phasen zu schätzen. Die neuen Methoden und ihre wichtigsten Anwendungen in der experimentellen Tumorforschung wurden von Gordon Steel umfassend dargestellt.

## Anwendungen
Einen Überblick über Anwendungen der Zellkinetik in der Krebstherapie findet man bei Denekamp und Priestman. Hier soll nur das Konzept der Synchronisationstherapie erläutert werden. Es gibt Zytostatika (Medikamente, die gegen Krebs eingesetzt werden), die nur Zellen in einer bestimmten Phase des Zellzyklus treffen. Dazu gehört z. B. Vincristin, das nur auf Zellen in der S-Phase wirkt. Wenn es gelänge, den Zellzyklus der Tumorzellen so zu steuern, dass alle teilungsfähigen Zellen sich in der S-Phase versammeln, dann könnte man mit einer einzigen Dosis Vincristin den Tumor zerstören. Die Schädigung der gesunden Gewebe wäre begrenzt, wenn deren Zellen in genügend großer Zahl in den Phasen G0, G1 und G2 verbleiben würden, wo Vincristin keine Wirkung hat.
Man hat versucht, die Synchronisation dadurch zu erreichen, dass man zuerst mit einem Mitosehemmer möglichst viele Zellen in der Mitose festhielt, und man hat gehofft, dass danach diese Zellen alle gleichzeitig die Phase G1 durchlaufen und in die Phase S eintreten würden. Aber der Erfolg dieser Methode hängt davon ob, wie gut man die Dauer der Phase G1 schätzen kann und ob sie sich von der Phasendauer in den gesunden Zellen unterscheidet.
Bei einer anderen Variante dieser Therapie kann auf den Einsatz eines Mitosehemmers verzichtet werden, und anstatt einer maximalen Wirkung auf den Tumor wird eine minimale Wirkung auf das Knochenmark angestrebt. Wenn die Stammzellen des Knochenmarks und die Tumorzellen verschiedene Zykluszeiten haben, dann gibt man mehrere Dosen Vincristin im zeitlichen Abstand der Zykluszeit der Knochenmarkzellen. Die erste Dosis trifft dann alle Zellen in der S-Phase, aber nach einer Zykluszeit gibt es kaum noch Zellen in der S-Phase, die getroffen werden könnten. Deshalb schädigen die folgenden Dosen das Knochenmark weniger als den Tumor, wenn dessen Zellen eine andere Zykluszeit haben.